# آرشام

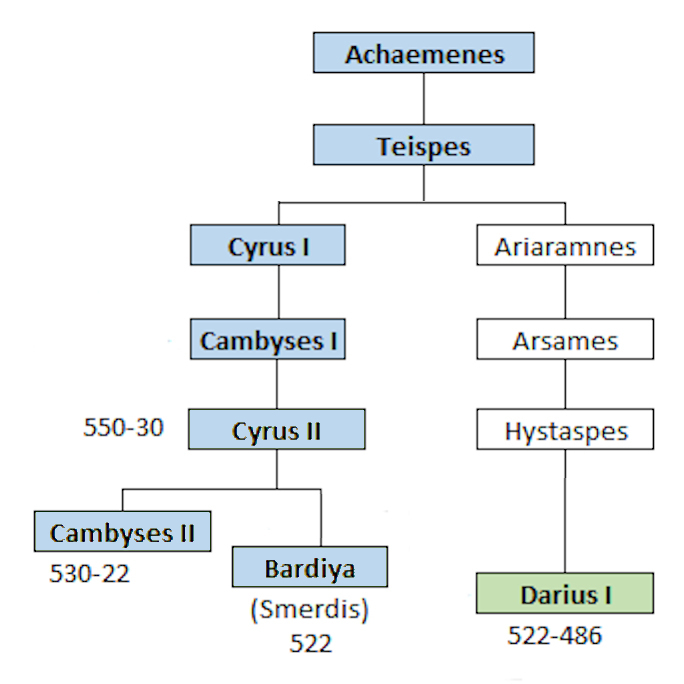
جایگاه آرشام در نسب‌نامه هخامنشیان به روایت داریوش یکم در سنگ‌نوشته بیستون.

آرشام (به پارسی باستان: 𐎠𐎼𐏁𐎠𐎶؛ نویسه‌گردانی: Aršāma؛ زبان یونانی باستان: Ἀρσάμης؛ نویسه‌گردانی: Arsames؛ آرامی: ʾršm/عرشم) شاه پارس و فرزند آریارمنه و پدر ویشتاسپ ساتراپ پارس و باکتریا (در دوران کوروش بزرگ و کمبوجیه یکم)، فارناک ساتراپ فریگیه هلسپونت و رییس دربار داریوش بزرگ و پدربزرگ داریوش بزرگ شاه هخامنشی، پسرعموی کمبوجیه یکم، پدر کوروش بزرگ بوده‌است.
آرشام زنده ماند تا ببیند که نوه‌اش، داریوش، پادشاه بزرگ شاهنشاهی هخامنشی شد، هر چند او در طول سلطنت داریوش درگذشت. آرشام و پسرش ویشتاسپ در ۵۲۲ پیش از میلاد زنده بودند، که نشان می‌دهد او تا سنین پیری زنده مانده بود. نام او (Aršāma) به «داشتن قدرت قهرمان» ترجمه شده است.
در خط میخی هخامنشی نام او آمده‌است و چنان‌که محققان نشان داده‌اند، در این الواح خطاهای دستوری وجود دارد و زبان پراشتباهِ به‌کاررفته در آنها مانند کتیبه‌های متأخر هخامنشی است؛ یعنی زمانی که کاتبان دیگر نمی‌توانستند متن‌های درست به‌خط میخی باستانی فارسی باستان تحریر کنند.